# ریچارد ئی. گرانت

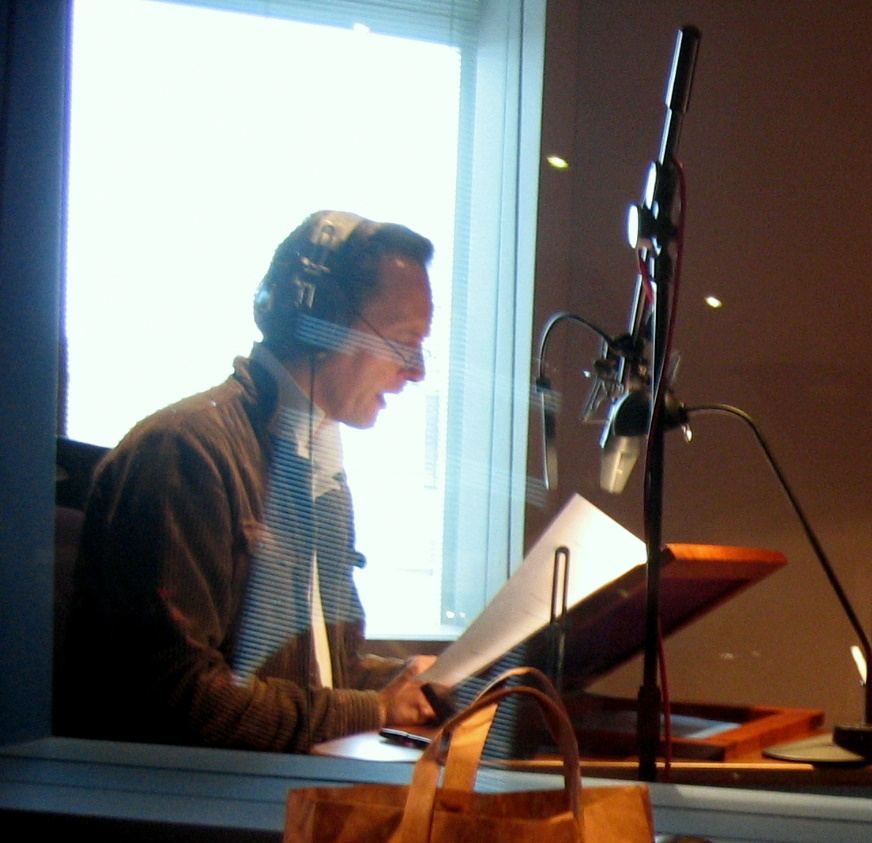

ریچارد ئی. گرانت (انگلیسی: Richard E. Grant؛ با نام تولد ریچارد گرانت استرهایزن, انگلیسی: Richard Grant Esterhuysen; زادهٔ ۵ مهٔ ۱۹۵۷) بازیگر و سیاح اهل بریتانیا است. وی از سال ۱۹۸۷ میلادی تاکنون مشغول فعالیت بوده‌است.

## گزیدهٔ نقش‌آفرینی
- نام رمز: کیریل (۱۹۸۸)
- هادسون هاوک (۱۹۹۱)
- داستان ال.ای (۱۹۹۱)
- دراکولای برام استوکر (۱۹۹۲)
- بازیگر (۱۹۹۲)
- عصر معصومیت (۱۹۹۳)
- آماده پوشیدن (۱۹۹۴)
- جک و سارا (۱۹۹۵)
- تصویر یک بانو (۱۹۹۶)
- شب دوازدهم (۱۹۹۶)
- بوسه مار (۱۹۹۷)
- جنگ شاد (۱۹۹۷)
- گاسفورد پارک (۲۰۰۱)
- سگ باسکرویل (۲۰۰۲)
- چیزهای روشن جوان (۲۰۰۳)
- گارفیلد ۲ (۲۰۰۶)
- رنگ من کوبریک (۲۰۰۶)
- پنلوپه (۲۰۰۶)
- باغ عدن (۲۰۰۸)
- کوکو (۲۰۰۹)
- محاکمه و مجازات (۲۰۰۹)
- عشق لطمه می‌زند (۲۰۰۹)
- فندق‌شکن (۲۰۱۰)
- جک‌بوتس در وایتهال (۲۰۱۰)
- فاستر (۲۰۱۱)
- بانوی آهنی (۲۰۱۱)
- خومبا (۲۰۱۳)
- بهترین آن‌ها (۲۰۱۶)
- محافظ مزدور (۲۰۱۷)
- لوگان (فیلم)(۲۰۱۷)
- هرگز می‌توانی من را ببخشی؟ (۲۰۱۸)
- جنگ ستارگان: خیزش اسکای‌واکر (۲۰۱۹)
- پالم بیچ (۲۰۱۹)
- لوکی (مجموعه تلویزیونی)(۲۰۲۱)